# Vincenzo Viviani (politico)
Vincenzo Viviani (Roma, 31 dicembre 1938) è un politico e magistrato italiano.

## Biografia
Nato a Roma il 31 dicembre 1938, si laureò in giurisprudenza all'università di Pisa nel 1964. Fu cancelliere presso il tribunale di Grosseto (1965-1969), uditore giudiziario alla Corte d'appello di Firenze (1969-1970) e pretore di Pescia (1970-1973).
Nel giugno 1973 venne nominato sostituto procuratore alla procura della Repubblica di Grosseto. Nella città maremmana iniziò a militare politicamente nelle file del Partito Democratico della Sinistra, dimettendosi dalla carica di procuratore nel 1994 per potersi candidare alle elezioni per la XII legislatura della Camera dei deputati, risultando eletto.
Dal 1996 al 2005 fu responsabile dell'ufficio legislativo della Camera per il gruppo parlamentare PDS-DS. Fino al 2012 fu tra i dirigenti della ASL 9 di Grosseto.